# Брайко, Пётр Александрович
Пётр Алекса́ндрович Брайко́ (род. 27 марта 1977, Ленинград) — российский легкоатлет, специалист по прыжкам в высоту. Выступал за сборную России по лёгкой атлетике в 1995—2004 годах, победитель и призёр первенств национального значения, участник двух летних Олимпийских игр. Представлял Санкт-Петербург и спортивное общество «Динамо». Мастер спорта России международного класса.

## Биография
Пётр Брайко родился 27 марта 1977 года в Ленинграде.
Занимался лёгкой атлетикой в Санкт-Петербурге под руководством тренеров И. В. Грузнова, Е. А. Трубеева, С. Г. Васильева. Выступал за всероссийское физкультурно-спортивное общество «Динамо». Окончил Санкт-Петербургское училище олимпийского резерва.
Впервые заявил о себе на международном уровне в сезоне 1995 года, когда вошёл в состав российской национальной сборной и выступил на юниорском европейском первенстве в Ньиредьхазе, где в программе прыжков в высоту стал восьмым.
В 1998 году выиграл серебряную медаль на взрослом чемпионате России в Москве.
В 1999 году одержал победу на зимнем чемпионате России в Москве.
В 2000 году был лучшим на зимнем чемпионате России в Волгограде, показал пятый результат на чемпионате Европы в помещении в Генте, получил серебро на летнем чемпионате России в Туле. Благодаря череде удачных выступлений удостоился права защищать честь страны на летних Олимпийских играх в Сиднее — взял здесь планку на 2,15 метра и в финал не вышел.
После сиднейской Олимпиады Брайко остался в составе российской легкоатлетической сборной на ещё один олимпийский цикл и продолжил принимать участие в крупнейших международных стартах. Так, в 2002 году он стал серебряным призёром на зимнем чемпионате России в Волгограде, отметился выступлением на чемпионате Европы в помещении в Вене, тогда как на соревнованиях в Эберштадте установил свой личный рекорд в прыжках в высоту — 2,30 метра.
В 2003 году взял бронзу на зимнем чемпионате России в Москве и серебро на летнем чемпионате России в Туле, участвовал в чемпионате мира в Париже. В концовке сезона добавил в послужной список серебряную награду, полученную на Всемирных военных играх в Катании.
В 2004 году завоевал серебряную медаль на чемпионате России в Туле, стартовал на Олимпийских играх в Афинах, но с результатом 2,20 метра вновь выйти в финал не смог.
За выдающиеся спортивные достижения удостоен почётного звания «Мастер спорта России международного класса».